# Histiodraco
Histiodraco is een monotypisch geslacht van straalvinnige vissen uit de familie van de gebaarde ijskabeljauwen (Artedidraconidae).

## Soort
- Histiodraco velifer (Regan, 1914)